# Upminster

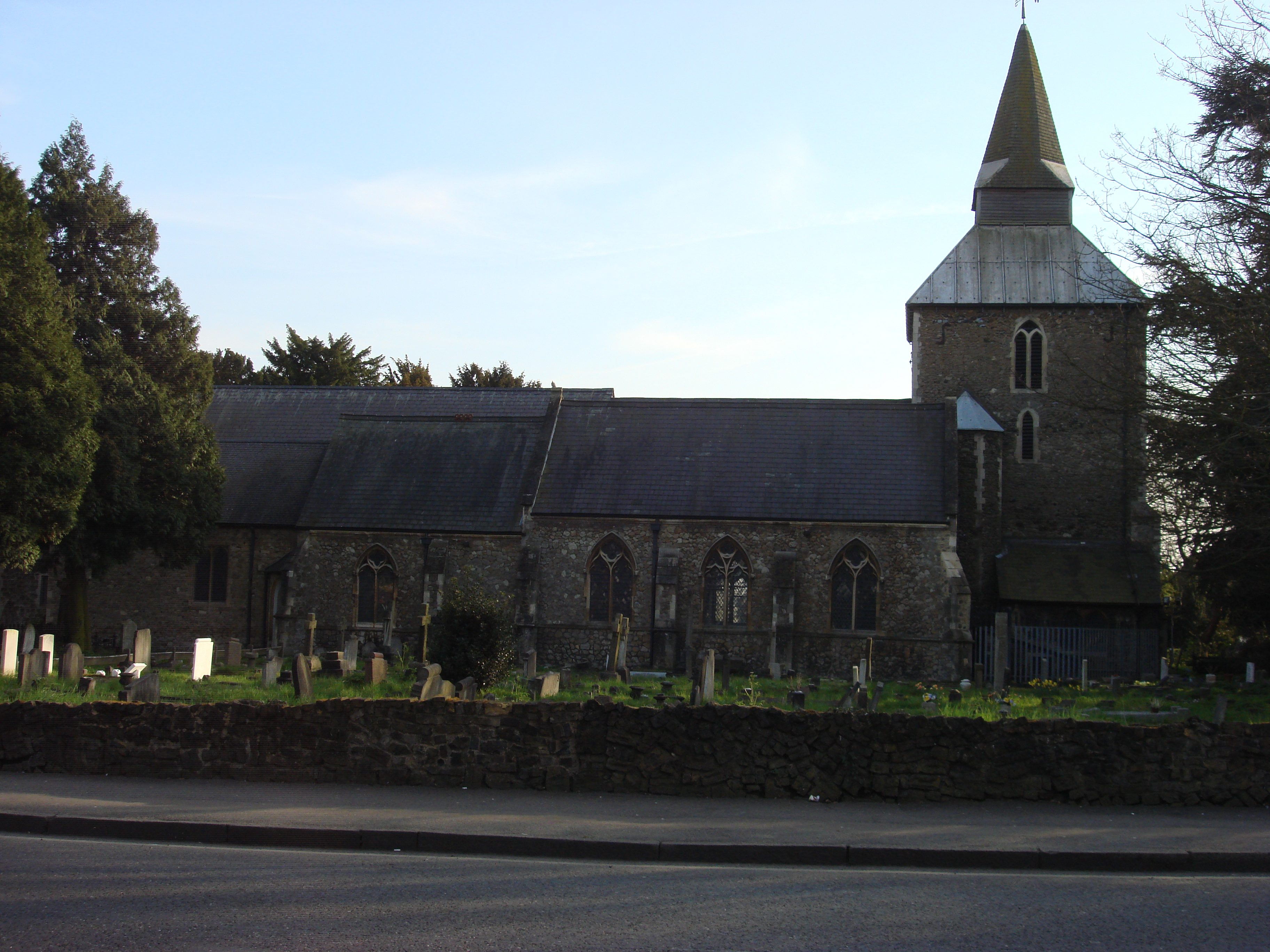
Igreja de São Lourenço, Upminster

Upminster é um centro suburbano no leste de Londres, Inglaterra, e parte do concelho de Havering em Londres. Localizado 16,5 milhas (26,6 km) no eixo leste-nordeste de Charing Cross, é um dos centros distritais de importância local identificados no Plano de Londres e compreende várias ruas comerciais e uma vasta área residencial. Historicamente uma vila rural, era uma antiga paróquia no condado de Essex. A cidade tem boas ligações de transportes públicos, ligada por comboio ao centro de Londres desde 1885; e possui uma estação terminal na rede subterrânea de Londres. A história económica de Upminster é caracterizada por uma mudança da agricultura a jardins suburbanos. Satélite suburbano da capital no século XX, Upminster expandiu e a sua população aumentou significativamente sendo integrada no Distrito Urbano de Hornchurch em 1934 e parte da Grande Londres desde 1965.

## História

### Toponímia
O nome de Upminster é registrado pela primeira vez em 1062 como Upmynstre e mencionado no Domesday Book 1086 como Upmunstra. É formado a partir do inglês antigo upp e mynster, significando a grande igreja em terreno elevado. O terreno elevado da igreja paroquial de St Laurence, em relação ao vale do rio Ingrebourne e à ponte de Upminster sobre o rio, partilha o mesmo nome.  Uma explicação alternativa sugere que o upp poderia referir-se à relação geográfica com uma igreja em Barking ou Tilbury nos tempos anglo-saxónicos.

### Desenvolvimento Urbano
A paróquia tinha três primeiros centros de atividade; a vila circundante da igreja e as povoações de Hacton e Corbets Tey. As propriedades de Gaynes, New Place e Upminster Hall foram compradas durante o século XVII por comerciantes da cidade de Londres.  Isso fez com que um número significativo de edifícios na cidade fosse construído ou melhorado.  A manutenção das três pontes que cruzavam o Ingrebourne era daresponsabilidade de Upminster, pois a paróquia adjacente de Hornchurch era parte do domínio da liberdade de Havering.

## Economia
Upminster é identificado no Plano de Londres como um centro distrital local com 37 000 metro quadrados (400 000 sq ft)     do espaço comercial. Não é considerado um local comercial significativo.  Dentro de Havering, é identificado como um dos sete centros da cidade, com uma área de varejo que se estende ao longo da Station Road, St Mary's Lane e Corbets Tey Road. Os comerciantes tendem a ser pequenos, com as maiores lojas e galerias sendo,  Roomes Fashion and Home, mobiliário e supermercados Aldi, M&S Simply Food e Waitrose & Partners.

## 2
1. ↑  Mills, D. (2000). Oxford Dictionary of London Place Names. Oxford. [S.l.: s.n.]
2. ↑  Blair, John (2005). The Church in Anglo-Saxon Society. Oxford University Press. [S.l.: s.n.]
3. ↑  Powell, W.R. (Edr.) (1978). Upminster: Introduction and manors, A History of the County of Essex: Volume 7. British History Online. Col: Victoria County History. [S.l.: s.n.]
4. ↑  Mayor of London. «The London Plan: East London Sub Regional Development Framework» (PDF). Greater London Authority
5. ↑  «Town centre management». Havering London Borough Council
6. ↑  «Havering UDP: District Centres (schedule 7)». Havering London Borough Council. Cópia arquivada em 8 de junho de 2011